# Berkovići (gmina Berkovići)
Berkovići (cyr. Берковићи) – wieś w południowo-wschodniej części Bośni i Hercegowiny, w Republice Serbskiej, siedziba gminy Berkovići. W 2013 roku liczyła 230 mieszkańców.